# Кузнецов Віктор Миколайович
Віктор Миколайович Кузнецо́в (5 червня 1935, Акулово — 10 серпня 2007, Київ) — український дизайнер; член Спілки дизайнерів України з 1987 року. Чоловік скульпторки Людмили Кулябко-Корецької, батько скульптора Володимира Кузнецова та дизайнера Павла Кузнецова.

## Біографія
Народився 5 червня 1935 року в селі Акуловому Московської області (нині Росія). 1962 року закінчив Київський художній інститут, де навчався, зокрема, у Віктора Пузиркова.
Після здобуття фахової освіти викладав у Лаврському художньому училищі у Києві; з 1963 року працював у Київській філії Всесоюзного науково-дослідного інституту технічної естетики, де з 1980-х років обіймав посаду головного художника-конструктора; з 1991 року обіймав посаду головного дизайнера у Республіканському проєктно-технічному об'єднанні, а з 1994 року — заступника генерального директора. Помер у Києві 10 серпня 2007 року.

## Творчість
Працював у галузі промислового дизайну. Брав участь у розробленні:
- міліцейської форми та символіки, зовнішнього вигляду їхнього автомобільного транспорту;
- інтер'єру нового українського літака на Авіаційному науково-технічному комплексі імені Олега Костянтиновича Антонова.

Автор книги «Деякі проблеми художнього конструювання електронних виробів» (Київ, 1983).